# Смоленско войводство
Смоленското войводство (на полски: Województwo smoleńskie, на латински: Palatinatus smolenscensis) е административно-териториална единица в състава на Великото литовско княжество и Жечпосполита. Административен център е град Смоленск.
През 1404 година литовския владетел Витолд присъединява Смоленското княжество към своята държава. Впоследствие княжеството е преобразувано във войводство. През 1514 година Смоленск и областта му е превзета от Великото московско княжество. В 1611 година крал Зигмунт III възстановява войводството. Административно то е поделено на два повята – Смоленски и Стародубски. В Сейма на Жечпосполита е представено от трима сенатори (епископа, войводата и кастелана) и четирима депутати.
В резултат на договореното в Андрусовското примирие от 1667 година Смоленск и почти цялата територията на войводството е отстъпена на Руското царство. През 1686 година Жечпосполита и Русия сключват т.нар. „Вечен мир“, с който тази териториална промяна е затвърдена. В Жечппосполита остава Олшенската земя, която е присъединена към Витебското войводство.